# Sengersberg (Gerhardshofen)
Sengersberg ist eine Wüstung auf dem Gemeindegebiet von Gerhardshofen im Landkreis Neustadt an der Aisch-Bad Windsheim (Mittelfranken, Bayern). Sengersberg lag in der Gemarkung Göttelhöf.

## Geografie
Die ehemalige Einöde lag auf einer Bergnase südlich und nördlich von zwei Quellarmen des Altenbuchbaches umflossen, der ein rechter Zufluss der Aisch ist. Im Norden grenzte das Sengersberger Holz an, im Osten die Uhr-Leithen. Im Westen lag das Flurgebiet Huthranger.

## Geschichte
Benannt ist Sengersberg wohl nach dem 1727 ausgestorbenen Geschlecht der von Senger aus Eschwege in Oberhessen, die den Besitz des ehemaligen Schlosses samt Rittergut vom Markgrafen erhalten hatten. Gegen Ende des 18. Jahrhunderts gab es in Sengersberg ein Anwesen. Das Hochgericht übte das brandenburg-bayreuthische Stadtvogteiamt Neustadt an der Aisch aus. Das Anwesen hatte das Kastenamt Neustadt an der Aisch als Grundherrn.
Von 1797 bis 1810 unterstand der Ort dem Justizamt Dachsbach und Kammeramt Neustadt. Im Rahmen des Gemeindeedikts wurde Sengersberg dem 1811 gebildeten Steuerdistrikt Diespeck und der 1813 gebildeten Ruralgemeinde Dettendorf zugeordnet. Mit dem Zweiten Gemeindeedikt (1818) wurde es der neu gebildeten Ruralgemeinde Göttelhöf zugewiesen. 1904 wurde das Anwesen abgerissen.

## Einwohnerentwicklung
| Jahr      | 001818 | 001836 | 001840 | 001861 | 001871 | 001885 | 001900 |
| Einwohner | 4      | 2      | 2      | 11     | 8      | 5      | 5      |
| Häuser    | 1      | 1      | 1      |        |        | 1      | 1      |
| Quelle    | [ 7 ]  | [ 8 ]  | [ 9 ]  | [ 10 ] | [ 11 ] | [ 12 ] | [ 13 ] |

## Religion
Der Ort war evangelisch-lutherisch geprägt und nach St. Peter und Paul gepfarrt.